# Anna (Disney)
Prințesa Anna de Arendelle este protagonista filmului de animație de lung metraj Disney Frozen .Ea pornește într-o călătorie periculoasă pentru a-și salva regatul de o iarnă veșnică.Ea este exprimată de actrița Kristen Bell în original ca un adult.La începutul filmului, Livvy Stubenrauch (vocea) și Katie Lopez(cântând) îi oferă vocea ca un copil de 5 ani,iar Agatha Lee Monn îi oferă vocea cântând ca un copil de 9 ani.
Anna este fiica lui Agdar și Idun,sora mai mică a lui Elsa (Disney) și prințesa de Arendelle.Ea a fost extrem de apropiată de Elsa,dar un accident în timpul copilăriei sale i-a determinat pe părinții lor pentru a le separa unul de altu și de lumea exterioară.În timpul lungilor ani în care au urmat,Anna a încercat în repetate rânduri să-și petreacă timpul cu Elsa,dar fără nici un rezultat.Acestă existență izolată a fost făcută complet prin moartea bruscă a lui Agdar și Idun,lăsând-o să se descurce cu adevărat singură.
În ciuda tragediilor pe care le-a îndurat,Anna a rămas încă plină de speranță pentru un viitor mai bun.Când Elsa a fugit din împărăție ca urmare a expunerii de magia ei de gheață,Anna a luat asupra ei călătoria pentru a aduce pe sora ei înapoi,indiferent de potențialul pericol.După ce Anna arată lui Elsa cheia pentru controlul puterilor ei,ruptura dintre cele două surori se vindecă în cele din urmă.   
Creată de co-directori Jennifer Lee și Chris Buck, Anna se bazează vag pe Gerda,un personaj din basmul danez "Snedronningen" care este tradus ca "Crăiasa zăpezilor" de Hans Christian Andersen. În adaptarea filmului Disney, Anna este descrisă ca prințesa de Arendelle,un fictiv scandinav regat și sora mai mică a Reginei Elsa,care este moștenitoarea tronului și posedă capacitate de a crea și controla gheața și zăpada.
Anna a primit aprecieri critice pe scară largă de critici de film,care au lăudat determinarea și entuziasmul în personalitatea ei.Bell a fost,de asemenea,ridicată în slăvi de diverse referințe pentru interpretarea ei în film.Există rapoarte neconfirmate că Anna va fi introdusă în franciza Disney Princess, împreună cu sora ei Elsa,devenind al 12-lea membru oficial.

## Dezvoltare

### Originile și conceptul

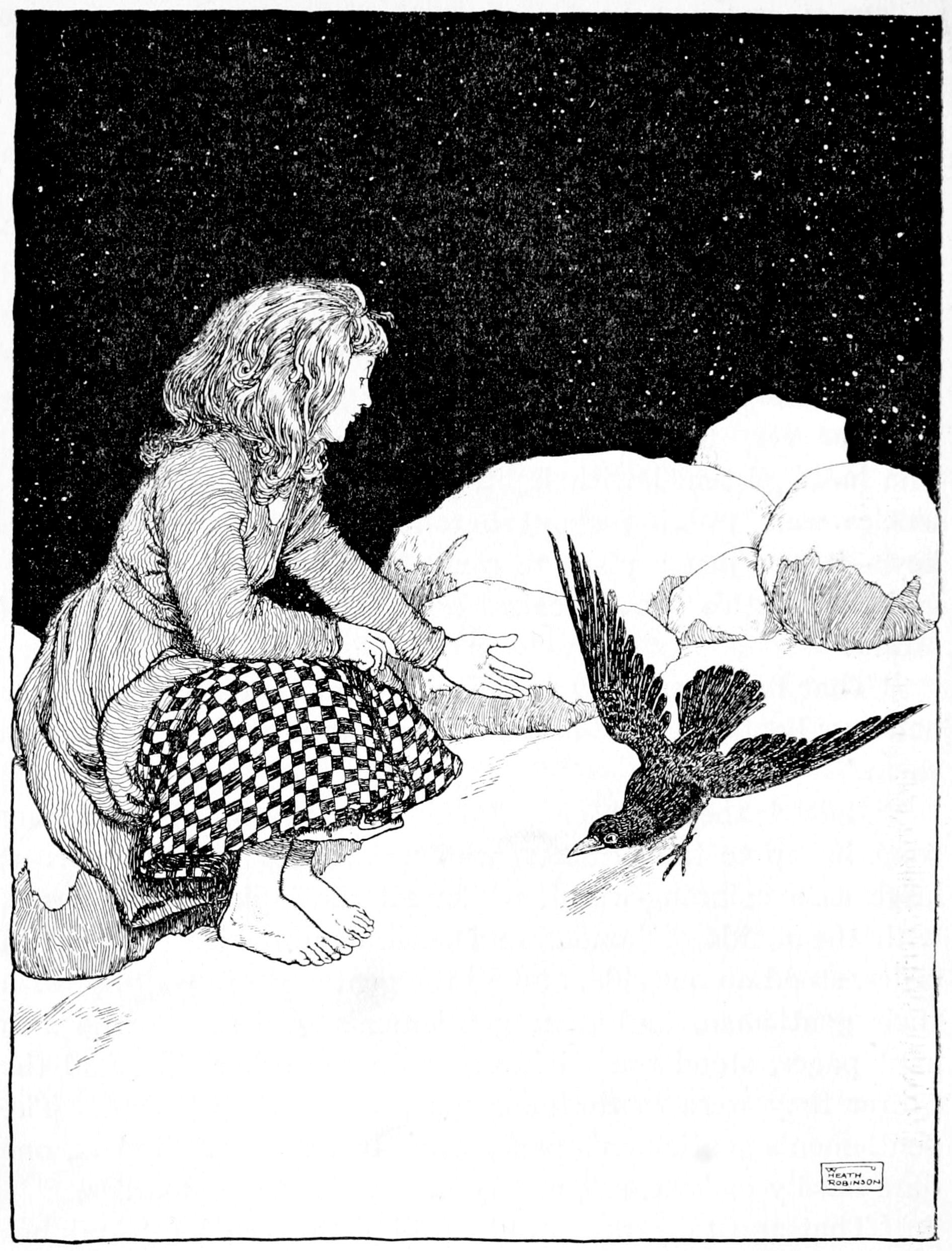
O imagine cu Gerda,caracterul pe care se bazează personajul Anna.

În primele etape de producție a filmului,rolul Annei era foarte diferit de cea a proiectului final.În loc de a fi o prințesă,Anna a fost un țăran care o căuta pe crăiasa zăpezi  pentru a o ajuta în dezghețarea inimi sale de gheață.Nu numai că,ea nu a avut nici-o legătură cu Elsa în aceste etape de producție a filmului.
Realizatorii filmului au luptat pentru a găsi inima filmului prin această versiune,este dificil de a avea o relație credibilă și angajarea între două femei conduce atunci când trebuie cu adevărat să ști de-a face unul cu altu. Cu toate acestea,unul dintre realizatorii a sugerat  să fie făcute ca două surori și lucrurile s-au schimbat repede. Anna a fost făcută o prințesă,precum și Elsa, care la rândul său,a trecut de la un personaj negativ la o eroină neînțeleasă.
Cu aceste modificări, personajele și povestea au fost privite într-o lumină mai pozitivă,ca scop principal Anna a fost de-a câștiga acum acceptarea și dragostea surori sale mai mari;o referire la cea spus actrița de voce a lui Anna Kristen Bell.

### Vocea

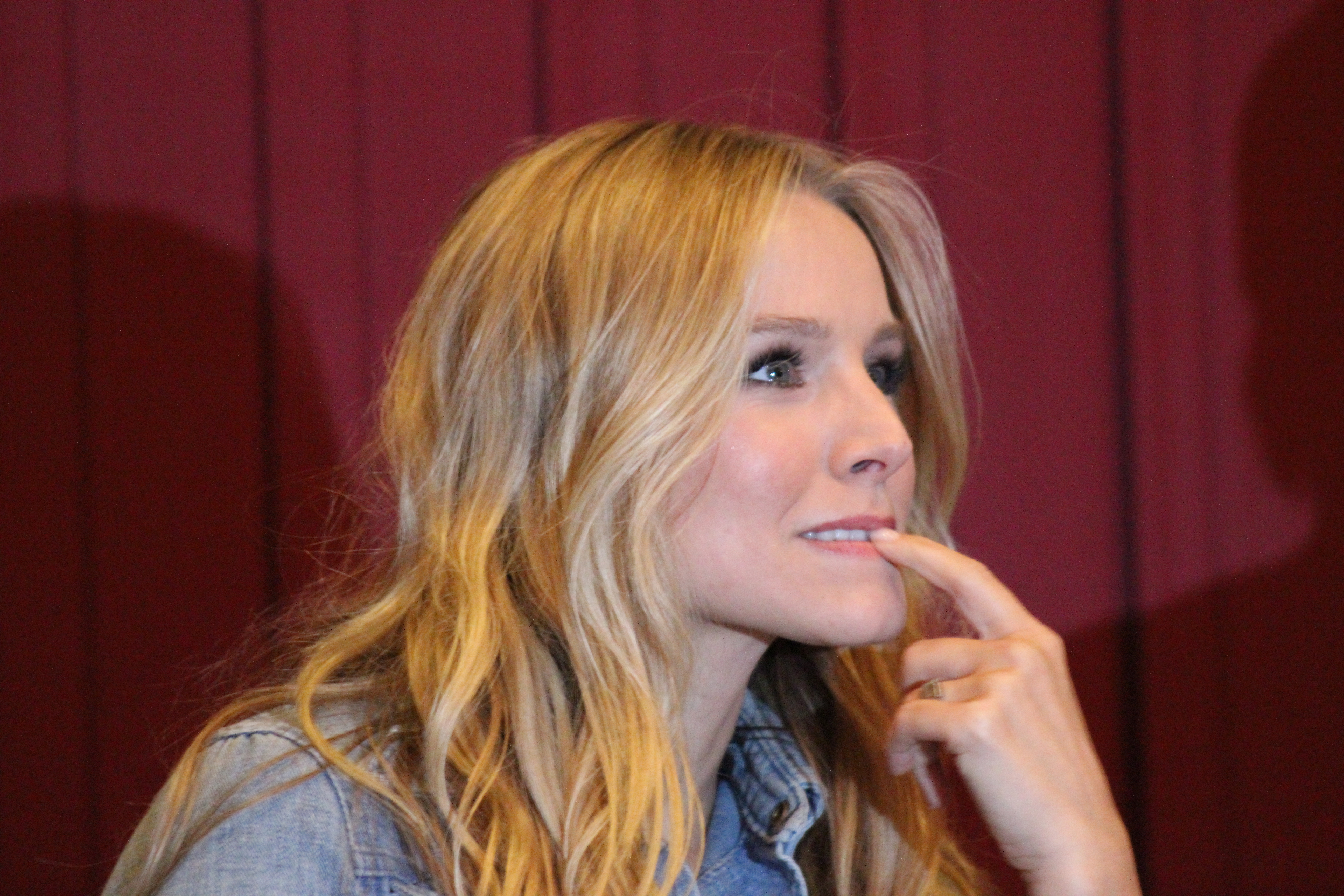
Kristen Bell îi oferă vocea lui Anna

La 5 martie 2012,Kristen Bell a primit rolul de-ai oferi vocea lui Anna ca un adult.Livvy Stubenrauch a fost aleasă să o prezinte pe Anna ca un copil de 5 ani,în timp ce Katie Lopez,fiica soțiilor compozitori ai filmului,Kristen Anderson-Lopez și Robert Lopez] îi oferă vocea cântând a Annei ca un copil de 5 ani în secvența muzicală a cântecului"Hai afară la zăpadă!".În plus,Agatha Lee Moon,fiica regizorului filmului Jennifer Lee, o portretizează pe Anna ca un copil de 9 ani cântând.Lee a explicat despre aceste decizii de turnare:"Am vrut să folosesc două versete din acest cântec pentru a vă arăta personalitatea Annei.Și am vrut ca vocile cântând să fie făcute de către copii reali-sondare,nu neapărat copii de pe Broadway." Kristen Bell și Idina Menzel(vocea lui Elsa în film) au avut o audiție pentru Rapunzel în Tangled(O poveste încâlcită),dar nici una nu a primit rolul și ele sau cunoscut deja reciproc.  
Vorbind despre sentimentele ei,atunci când a primit rolul,Bell a spus:"Pe când aveam 4 ani,am visat să fiu într-un film Disney".Ea a descris filmele Disney ca "ce [ea] a vizionat din nou și din nou,atunci când [ea] a fost un copil " și a continuat:"Am știut fiecare cuvânt din The Little Mermaid(Mica Sirenă)".Îmi place Aladdin.Când a fost întrebată despre personajul Disney preferat,Bell a spus:"Ariel din Mica Sirenă.Pentru că eu cred că a fost o schimbare pe care a avut-o Disney,în cazul în care un personaj de sex feminin "prințesă",cred că vrea doar să găsească perechea.Ea a fost încântată:Eu vreau să fiu acolo unde oamenii sunt.Vreau să văd lumea.Vreau să mă aventurez departe de zona mea de confort."Bell și-a descris reacția ei inițială,atunci când ea a constatat mai întâi că ea a primit rolul "am fost tare bucuroasă".Lee a recunoscut că selecția de casting a lui Bell a fost influențată după ce realizatorii au ascultat câteva piese vocale de la Mica Sirenă,inclusiv "O parte din lumea ta",în care actrița a înregistrat pe când ea era tânără,afirmând că fără aceste înregistrări,ar fi fost foarte dificil să găsească pe cea potrivită pentru a juca rolul lui Anna.

### Proiectarea și caracterizarea
Anna în special și întregul film,în general,au suferit o serie de schimbări în poveste,mai ales ceea ce face eroina sora mai mică a lui Crăiasa zăpezi.Descriind procesul de dezvoltare al personajului,,directorul Jennifer Lee a recunoscut:"Chiar și cu Anna a existat probleme pentru o lungă perioadă de timp.Momentan nu sunt elemente care au fost puse pe Anna până târziu în producție,deci am schimbat o parte din animație ca să-l susținem".Bell a descris-o în general caracterul ei ca: "Ea nu are posturi bune,ea nu e foarte elegantă,dar e un om bun și e complet determinată".Lee adaugă,"Ea nu are nici superputeri,dar Anna este una dintre aceste persoane obișnuite care fac un lucru extraordinar".Contrar,sora ei Elsa care reprezintă frica,Anna reprezintă dragostea,ea este umplută cu optimist și cu o inimă extraordinară.Directorul Chris Buck a declarat mai târziu ,"[]arma secretă a lui Anna este iubirea",în timp ce șeful de poveste Pavel Briggs a comentat că ea este "un personaj care este dispusă să stea alături de tine și să se ridice în picioare pentru ceea ce este drept.Sora ei s-a născut cu o afecțiune care este în formă de o lume în care Anna nu face parte ".

## Caracterizarea

### Personalitatea
Spre deosebire de sora ei mai mare Elsa,Anna este foarte excentrică ,optimistă,energică,incomodă și departe de eleganță.De obicei acționează înainte să gândească și poate fi destul de impulsivă, dar cu toate acestea ea are o mulțime de nevinovăție.Ea este un spirit liber,dorindu-și să nu mai petreacă timpul vieții înafara porților, după ani de a fi închisă în interiorul castelului pentru siguranța împărăției din cauza abilităților de gheață a lui Elsa.Anna este,de asemenea, un romantic  pur,care visează la romantism în momentul în care porțile sunt în cele din urmă deschise pentru ceremonia de încoronare a lui Elsa.Poate fi,de asemenea,un pic naivă,fiindcă ea crede în căsătoria cu cineva imediat dacă așa îți spune inima, în ciuda că se știau doar de o zi.Și,deși naivă ocazional,Anna este de departe slab și este dovedit a fi destul de calificată în auto-apărare,așa cum se vede atunci când ea și Kristoff  supraviețuiesc de la atacul lupilor,de temutul Bezea omul gigantic de zăpadă,precum și atunci când ea îl înfruntă pe Hans după scena dezghețări fiordului.
Este destul de clar că comoara cea mai de preț a lui Anna este relația cu sora ei mai mare.Din copilărie,Anna a fost atașată de Elsa și mereu dorea să-și petreacă timpul cu ea.În anii care au trecut și surorile au crescut total despărțite,Anna a tot încercat de fiecare dată să o convingă pe Elsa să mai petreacă puțin timp cu ea,dar din cauza puterilor lui Elsa nu au dus la nici un rezultat.
În cea mai mare parte a filmului,Anna este,de asemenea, singurul personaj să-și exprime credința că Elsa nu este un monstru.În ciuda separări lor,Anna știe că Elsa este de departe josnică și dorește în continuare să o aducă acasă în ciuda oamenilor care sunt orbi și nu văd că ea nu face toate acestea din răutate.Acesta este un exemplu de optimist pur din parte Annei și un sentiment puternic de speranță,ca și dragostea ei pentru Elsa.
După cum se menționează mai sus,una dintre trăsăturile cele mai izbitoare ale Annei este personalitatea ei excentrică și capricioasă.Ea este în special stângace și hiper-activ,care se arată în mod constant de-a lungul filmului,cum ea merge prin castel,viguros,sare peste mobilă și vorbește cu tablourile de pe pereți,deși ultimul obicei se datorează că nu avea cu cine comunica în castel.De asemenea,din cauza atitudinii ei impulsive,ea are tendința de a intra în destul de multe probleme,cum ar fi momentul în care ea îl provoacă pe Bezea,o creatură de două ori dimensiunea ei,fără să se gândească la consecințe.
În ciuda optimismului ei,Anna a luptat,de asemenea,cu încrederea în sine,că ea de multe ori se uită în jos la ea și se vede ca nimic mai mult decât obișnuită în cea mai mare parte a filmului,mai ales în comparație cu strălucirea lui Elsa.Acesta a fost,până la punctul în care simte că nu are pe nimeni pe lume care să o iubească cu adevărat,mai ales Elsa,care părea că nu vrea deloc să aibă de-a face cu ea.Acest lucru ar explica de asemenea de ce ea vrea atât de repede să găsească dragostea că,în cântecul "După atât amar de vreme",arată că ea caută pe cineva să acționeze în calitate de însoțitorul ei,pentru că nu mai vrea să fie singură.Ea citează,de asemenea,frazele "Sunt doar eu" și "Nu,sunt complet obișnuită",ceea ce indică,de asemenea,perspectivele ei scăzute pe dânsa.Într-un cântec șters numit "Sunt mai mult decât o rezervă" ,Anna cântă despre ea în sine,care este nemulțumită la începutul piesei,dar devine treptat mai încrezătoare.
În cele din urmă,în ciuda numeroaselor sale defecte,Anna este un personaj extrem de dulce,altruistă și iubitoare.De numeroase ori pe parcursul filmului,ea pune siguranța și bunăstarea altora înaintea ei,arătând o mare loialitate și admirație pentru prietenii și familia ei,mai ales de Elsa.În ceea ce privește personalitatea,toți acești factori și nu numai,fac pe Anna una dintre cele mai diverse personaje Disney din toate timpurile.

### Aspectul fizic
La 18 ani,Anna are o figură subțire și un ten echitabil.Ea are ochii albaștrii,obraji roz,păr lung de culoare blond-roșcat legat în două cozi împletite,breton pe partea dreaptă a frunți și un praf vizibil de pistrui.Când ea poartă rochii fără mâneci,se poate vedea că are pistrui și pe umerii,în plus față de cei de pe fața ei.Fața ei este puțin mai rotundă decât a lui Elsa,dar încă la fel de frumoasă.Ea a avut,de asemenea,o dungă de blond platinat care se potrivește cu culoarea părului lui Elsa pe partea dreaptă a părului ei,din cauza unui accident în care a fost lovită de magia Elsei,atunci când ele erau copii mici,iar această dungă a dispărut la sfârșitul filmului.
La ziua încoronări,ea poartă o rochie verde măslinie cu un corsaj negru și mânicile sunt de culoare verde închis,iar părul ei este legat într-un coc și o parte din față este împletit și așezat la fel ca o coroniță .Ea poartă,de asemenea,un colier negru cu un pandantiv de bronz cu simbolul de Arendelle pe el,șosete albe și pantofi de culoare neagră.

### Modelul de caracterizare
Anna are caracteristici faciale distincte ale eroinei tipic Disney,inclusiv ochii mari,buzele subțiri și un nas mic.Aspectul ei fizic a atras multe comparații între ea și Rapunzel de la "Tanglend",însă există diferențe considerabile între ele.Ochii lui Anna sunt ceva mai "răsturnați",fața și bărbia sunt mai rotunde ,iar sprâncenele și genele ei sunt mult mai groase decât a lui Rapunzel.Ea are,de asemenea,mai mulți pistrui pe față și chiar pe umeri decât Rapunzel.

## Apariții

### Regatul de gheață
Anna este copilul mai mic al familiei regale de Arendelle,a cărui soră mai mare,Elsa se naște cu puterea de a crea și de control de gheață și zăpadă.Pe măsură ce copiii,se bucură de viața de prințesă folosind abilitățile lui Elsa pentru a crea un paradis de iarnă pentru plăcerea lor.După ce au creat un om de zăpadă pe nume Olaf în sala tronului,Elsa o lovește accidental pe Anna inconștient cu magia ei.

### Frozen Fever
Un an de la evenimentele din film,Elsa organizează o petrecere de ziua de naștere a Annei.

### Once Upon a Time
Anna apare în prima jumătate din al patrulea sezon al serialului de televiziune  Once Upon a Time,în care ea este jucată de actrița Elizabeth Lail.

### Parcuri tematice

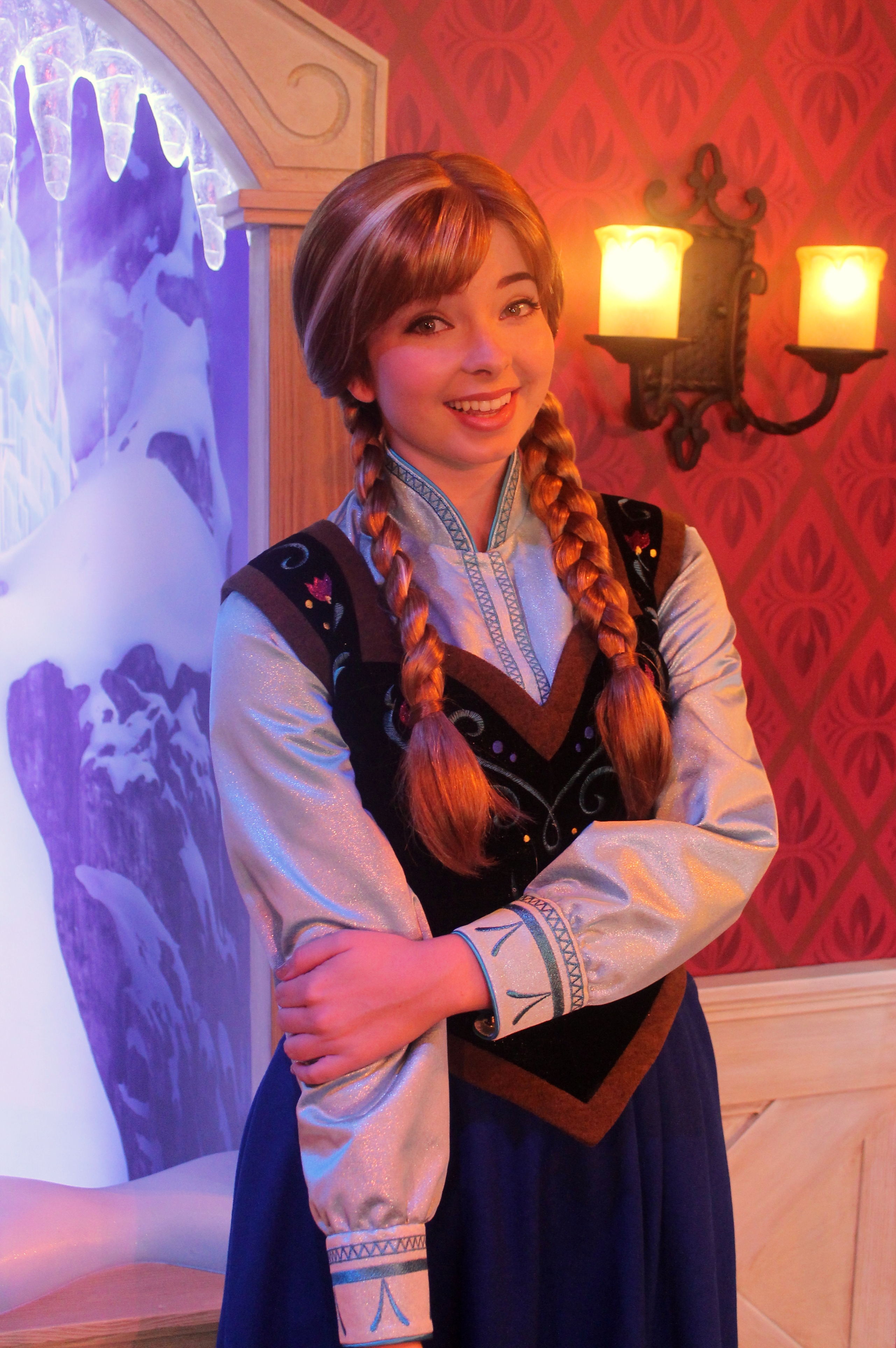
Anna la Disneyland.